# 若多涅
若多涅（法語：Jodoigne，法語發音：[ʒɔdɔɲ] ⓘ，[ˈɣɛldəˌnaːkə(n)]）是比利时瓦隆大区瓦隆布拉班特省的一座城市，西北与弗拉芒布拉班特省接壤，通行法语，是比利时法语社群的一部分，面积73.31平方千米，人口14,079人（2018年1月1日）。

## 地名
该地名“Jodoigne”发音特殊，其发音为[ʒɔdɔɲ]而非[ʒɔdwaɲ]（相同情况的法语单词有“oignon” [ɔɲɔ̃]），根据实际发音其应译作“若多涅”（同“Jodogne”译），《世界地名翻译大辞典》与《世界地名译名词典》将其纯按拼写译作“若杜瓦涅”。